# 켐치
켐치(스페인어: Quemchi)는 칠레 로스라고스 주 칠로에 현의 코무나이다.